# Kapital
För andra betydelser, se Kapital (olika betydelser).
Kapital (från latinets capitalis, "som gäller huvudet", "framstående", från caput, "huvud", på samma språk) är ett av samhällsvetenskapernas mest omtvistade och mångtydiga begrepp. Termen avse flera olika typer av kapital men gemensamt för dessa är inom ekonomi att de alla utgör någon form av produktionsmedel eller tillgångar i allmänhet, i form av till exempel pengar, fastigheter och maskiner.
I vardagligt tal avses oftast ekonomiskt kapital, men termen kan även avse kulturellt, erotiskt eller socialt kapital. Ekonomiskt kapital definieras som någon form av tillgångar som kan användas för att skapa avkastning eller mervärde, vanligen materiella tillgångar såsom pengar, fastigheter eller maskiner men även immateriella tillgångar såsom rättigheter till kulturella värden såsom musik eller patent.
Kapital är även ett centralt begrepp i marxism, en ideologi som utvecklades av Karl Marx bland annat i hans bok Kapitalet. Idag ses ibland naturtillgångar och arbetskraft som kapital. Naturtillgångar kallas naturkapital och arbetskraft humankapital. Företagsekonomi skiljer på eget kapital och lånat kapital.

## Beskrivning
Kapitalets värde är på många sätt subjektivt. Det beror på att man beräknar värdet på kapitalet genom de förväntade avkastningarna, som kan sträcka sig över en lång tid. För att kunna jämföra avkastningar under olika tidpunkter diskonterar och beräknar man nuvärdet. Den diskonteringsränta som används samt avkastningens utveckling värderar kapitalet på olika sätt. Man värderar även osäkerheten om storleken på avkastningen på olika sätt. Avkastningen värderas lägre av personer som är mindre risktagande om storlekens osäkerhet är stor.
Eget kapital definieras inom redovisning, som tillgångar minus skulder. Ordet kapital i vardagligt bruk syftar ofta på ägarkapital som kan ge avkastning och i form av kapitalinkomst. En annan vardaglig innebörd är finansiell förmögenhet. Kapital anses vara en av tre produktionsfaktorer som krävs för ekonomisk verksamhet. De andra är råvaror samt arbetskraft. Kapitalvaror kan införskaffas i utbyte mot pengar eller finansiellt kapital.
Beroende på vilket socialt ekonomiskt system som brukas skiftar kapitalets placering, men även i betydelse. I en marknadsekonomi innehas kapitalet till största del av individer och företag. Rikedom och stort kapital går inte alltid hand i hand. En kapitalägare kan inneha ett stort kapital utan att vara rik om detta kapital är lånefinansierat. Ett ökat kapitalinnehav kan ske genom en investering. Om skulderna inte ökar lika mycket som kapitalinnehavet ökat är det frågan om ett sparande. Om kapitalet stiger i värde ökar kapitalinnehavet. En kapitalvinst inträffar om ökningen av värdet av kapitalinnehavet stiger oväntat. Enligt vissa ska kapitalvinster inte räknas kapitalavkastning.
Kapitalstocken är summan av allt kapital i ett land. Denna term har kommit i överförd bemärkelse från det individuella kapitalet. En nation sparar så mycket som kapitalinnehavet ökar och som inte uppvägs av en utrikisk skuldökning. Kapitalexporten inom ett land består i olika kapitalplaceringar runtom i världen. Till dess motsats är en kapitalimport utländska kapitalplaceringar i landet.